# Campionato mondiale di curling maschile 2013
Il Campionato mondiale di curling maschile 2013 (denominato anche Ford World Men's Curling Championship per motivi di sponsorizzazione) è stato la 55ª edizione del torneo. Si è disputato a Victoria, in Canada, dal 30 marzo al 7 aprile 2013. La Svezia ha vinto il titolo per la sesta volta.

## Squadre qualificate
| Canada | Cina | Danimarca |
| --- | --- | --- |
| Soo CA, Sault Sainte Marie Skip: Brad Jacobs Third: Ryan Fry Second: E. J. Harnden Lead: Ryan Harnden Alternate: Matt Dumontelle | Harbin CC, Harbin Skip: Liu Rui Third: Xu Xiaoming Second: Ba Dexin Lead: Zang Jialiang Alternate: Zou Dejia                                     | Hvidovre CC, Hvidovre Skip: Rasmus Stjerne Third: Johnny Frederiksen Second: Mikkel Poulsen Lead: Troels Harry Alternate: Lars Vilandt  |
| Finlandia | Giappone | Norvegia |
| M-Curling, Vantaa Skip: Aku Kauste Third: Jani Sullanmaa Second: Pauli Jäämies Lead: Janne Pitko Alternate: Leo Mäkelä           | Karuizawa CC, Karuizawa Skip: Yusuke Morozumi Third: Tsuyoshi Yamaguchi Second: Tetsuro Shimizu Lead: Kosuke Morozumi Alternate: Yoshiro Shimizu | Snarøen CC, Oslo Skip: Thomas Ulsrud Third: Thomas Løvold Second: Christoffer Svae Lead: Håvard Vad Petersson Alternate: Markus Høiberg |
| Rep. Ceca | Russia | Scozia |
| Brno CK, Brno Skip: Jiří Snítil Third: Martin Snítil Second: Jakub Bareš Lead: Marek Vydra Alternate: Jindřich Kitzberger        | Moskvitch CC, Mosca Skip: Andrej Drozdov Third: Aleksej Stukal'skij Second: Aleksej Celousov Lead: Pëtr Dron Alternate: Anton Kalalb             | Curl Aberdeen, Aberdeen Skip: David Murdoch Third: Tom Brewster Second: Scott Andrews Lead: Michael Goodfellow Alternate: Greg Drummond |
| Stati Uniti | Svezia | Svizzera |
| Granite CC, Seattle Skip: Brady Clark Third: Sean Beighton Second: Darren Lehto Lead: Phil Tilker Alternate: Greg Persinger      | Karlstads CK, Karlstad Skip: Niklas Edin Third: Sebastian Kraupp Second: Fredrik Lindberg Lead: Viktor Kjäll Alternate: Oskar Eriksson           | CC Adelboden, Adelboden Skip: Sven Michel Third: Claudio Pätz Second: Sandro Trolliet Lead: Simon Gempeler Alternate: Benoît Schwarz    |

## Girone all'italiana

### Classifica
| Squadre     | G  | V | P | PF | PS |
| ----------- | -- | - | - | -- | -- |
| Scozia      | 11 | 8 | 3 | 75 | 62 |
| Svezia      | 11 | 7 | 4 | 78 | 71 |
| Danimarca   | 11 | 7 | 4 | 66 | 57 |
| Canada      | 11 | 7 | 4 | 76 | 64 |
| Norvegia    | 11 | 6 | 5 | 73 | 71 |
| Cina        | 11 | 6 | 5 | 71 | 62 |
| Svizzera    | 11 | 6 | 5 | 68 | 62 |
| Rep. Ceca   | 11 | 6 | 5 | 69 | 72 |
| Stati Uniti | 11 | 5 | 6 | 73 | 75 |
| Russia      | 11 | 3 | 8 | 55 | 74 |
| Giappone    | 11 | 3 | 8 | 67 | 79 |
| Finlandia   | 11 | 2 | 9 | 62 | 82 |

### Risultati
|             | Canada (bandiera) | Cina (bandiera) | Danimarca (bandiera) | Finlandia (bandiera) | Giappone (bandiera) | Norvegia (bandiera) | Rep. Ceca (bandiera) | Russia (bandiera) | Scozia (bandiera) | Stati Uniti (bandiera) | Svezia (bandiera) | Svizzera (bandiera) |
| ----------- | ----------------- | --------------- | -------------------- | -------------------- | ------------------- | ------------------- | -------------------- | ----------------- | ----------------- | ---------------------- | ----------------- | ------------------- |
| Canada      | –––               | 7-6             | 3-5                  | 8-6                  | 8-10                | 10-7                | 4-6                  | 8-5               | 9-4               | 7-2                    | 7-11              | 7-2                 |
| Cina        | 6-7               | –––             | 6-7                  | 8-5                  | 7-5                 | 4-5                 | 12-5                 | 6-3               | 4-7               | 8-10                   | 5-4               | 5-4                 |
| Danimarca   | 5-3               | 7-6             | –––                  | 9-2                  | 7-4                 | 7-5                 | 6-5                  | 8-6               | 4-5               | 3-8                    | 6-7               | 4-7                 |
| Finlandia   | 6-8               | 5-8             | 2-9                  | –––                  | 6-5                 | 4-7                 | 6-9                  | 6-7               | 10-9              | 6-7                    | 6-7               | 5-7                 |
| Giappone    | 10-8              | 5-7             | 4-7                  | 5-6                  | –––                 | 6-8                 | 5-10                 | 5-6               | 5-7               | 7-6                    | 10-8              | 5-8                 |
| Norvegia    | 7-10              | 5-4             | 5-7                  | 7-4                  | 8-6                 | –––                 | 5-8                  | 11-3              | 4-8               | 7-9                    | 6-5               | 8-7                 |
| Rep. Ceca   | 6-4               | 5-12            | 5-6                  | 9-6                  | 10-5                | 8-5                 | –––                  | 7-6               | 3-7               | 9-8                    | 4-7               | 3-6                 |
| Russia      | 5-8               | 3-6             | 6-8                  | 7-6                  | 6-5                 | 3-11                | 6-7                  | –––               | 4-6               | 7-5                    | 5-6               | 4-6                 |
| Scozia      | 4-9               | 7-4             | 5-4                  | 9-10                 | 7-5                 | 8-4                 | 7-3                  | 6-4               | –––               | 6-8                    | 8-7               | 8-6                 |
| Stati Uniti | 2-7               | 10-8            | 8-3                  | 7-6                  | 6-7                 | 9-7                 | 8-9                  | 5-7               | 8-6               | –––                    | 6-7               | 4-8                 |
| Svezia      | 11-7              | 4-5             | 7-6                  | 7-6                  | 8-10                | 5-6                 | 7-4                  | 6-5               | 7-8               | 7-6                    | –––               | 9-8                 |
| Svizzera    | 2-7               | 4-5             | 7-4                  | 7-5                  | 8-5                 | 7-8                 | 6-3                  | 6-4               | 6-8               | 8-4                    | 8-9               | –––                 |

## Fase finale
|  |           |           |         |        |        |                 |                 |                 |        |        |        |        |        |
|  | Playoff   | Playoff   | Playoff |        |        | Semifinale      | Semifinale      | Semifinale      |        |        | Finale | Finale | Finale |
|  | Playoff   | Playoff   | Playoff |        |        | Semifinale      | Semifinale      | Semifinale      |        |        | Finale | Finale | Finale |
|  |           |           |         |        |        |                 |                 |                 |        |        |        |        |        |
|  |           |           |         |        |        |                 |                 |                 |        |        |        |        |        |
|  | Scozia    | Scozia    | 5       |        |        |                 |                 |                 |        |        |        |        |        |
|  | Scozia    | Scozia    | 5       |        |        |                 |                 |                 |        |        |        |        |        |
|  | Svezia    | Svezia    | 6       |        |        |                 |                 |                 |        |        | Svezia | Svezia | 8      |
|  | Svezia    | Svezia    | 6       |        |        |                 |                 |                 |        |        | Svezia | Svezia | 8      |
|  |           |           |         | Scozia | Scozia | 3               |                 |                 | Canada | Canada | 6      |        |        |
|  |           |           |         | Scozia | Scozia | 3               |                 |                 | Canada | Canada | 6      |        |        |
|  |           |           | Canada  | Canada | 6      |                 |                 |                 |        |        |        |        |        |
|  |           |           |         | Canada | 6      |                 |                 |                 |        |        |        |        |        |
|  | Danimarca | Danimarca | 6       |        |        |                 |                 |                 |        |        |        |        |        |
|  | Danimarca | Danimarca | 6       |        |        |                 |                 |                 |        |        |        |        |        |
|  | Canada    | Canada    | 8       |        |        | Finale 3º posto | Finale 3º posto | Finale 3º posto |        |        |        |        |        |
|  | Canada    | Canada    | 8       |        |        | Finale 3º posto | Finale 3º posto | Finale 3º posto |        |        |        |        |        |
|  |           |           |         |        |        |                 |                 |                 |        |        |        |        |        |
|  |           |           |         |        |        |                 |                 |                 |        |        |        |        |        |
|  | Scozia    | Scozia    | 7       |        |        |                 |                 |                 |        |        |        |        |        |
|  | Scozia    | Scozia    | 7       |        |        |                 |                 |                 |        |        |        |        |        |
|  | Danimarca | Danimarca | 6       |        |        |                 |                 |                 |        |        |        |        |        |
|  | Danimarca | Danimarca | 6       |        |        |                 |                 |                 |        |        |        |        |        |

### Play-off 1ª-2ª
5 aprile 2013, ore 19:00 UTC-7
| Squadre | Finale | 1 | 2 | 3 | 4 | 5 | 6 | 7 | 8 | 9 | 10 |
| ------- | ------ | - | - | - | - | - | - | - | - | - | -- |
| Scozia  | 5      | 1 | 0 | 1 | 0 | 0 | 1 | 0 | 1 | 1 | 0  |
| Svezia  | 6      | 0 | 2 | 0 | 0 | 1 | 0 | 2 | 0 | 0 | 1  |

### Play-off 3ª-4ª
6 aprile 2013, ore 11:00 UTC-7
| Squadre   | Finale | 1 | 2 | 3 | 4 | 5 | 6 | 7 | 8 | 9 | 10 |
| --------- | ------ | - | - | - | - | - | - | - | - | - | -- |
| Danimarca | 6      | 1 | 0 | 2 | 0 | 0 | 0 | 1 | 0 | 2 | 0  |
| Canada    | 8      | 0 | 2 | 0 | 0 | 0 | 2 | 0 | 2 | 0 | 2  |

### Semifinale
6 aprile 2013, ore 16:00 UTC-7
| Squadre | Finale | 1 | 2 | 3 | 4 | 5 | 6 | 7 | 8 | 9 | 10 |
| ------- | ------ | - | - | - | - | - | - | - | - | - | -- |
| Scozia  | 3      | 1 | 0 | 0 | 0 | 1 | 0 | 0 | 0 | 1 | X  |
| Canada  | 6      | 0 | 0 | 0 | 2 | 0 | 3 | 0 | 1 | 0 | X  |

### Finale 3º/4º posto
7 aprile 2013, ore 11:00 UTC-7
| Squadre   | Finale | 1 | 2 | 3 | 4 | 5 | 6 | 7 | 8 | 9 | 10 |
| --------- | ------ | - | - | - | - | - | - | - | - | - | -- |
| Scozia    | 7      | 2 | 0 | 0 | 0 | 0 | 2 | 0 | 3 | 0 | 0  |
| Danimarca | 6      | 0 | 0 | 0 | 0 | 2 | 0 | 2 | 0 | 2 | 0  |

### Finalissima
7 aprile 2013, ore 16:00 UTC-7
| Squadre | Finale | 1 | 2 | 3 | 4 | 5 | 6 | 7 | 8 | 9 | 10 |
| ------- | ------ | - | - | - | - | - | - | - | - | - | -- |
| Svezia  | 8      | 2 | 0 | 2 | 0 | 1 | 1 | 0 | 2 | 0 | X  |
| Canada  | 6      | 0 | 1 | 0 | 2 | 0 | 0 | 1 | 0 | 2 | X  |

## Campione
| Campione del mondo 2013 |
| ----------------------- |
| Svezia                  |